# Etsako West
Etsako West es un área de gobierno local del estado de Edo, en Nigeria. Según el censo de 2006, tiene una población de 197 609 habitantes.
Está ubicada al sur del país, a poca distancia al oeste del delta del Níger y al norte del golfo de Guinea.